# Arâches-la-Frasse
Arâches-la-Frasse ist eine französische Gemeinde im Département Haute-Savoie in der Region Auvergne-Rhône-Alpes. Die Gemeinde hat 1777 Einwohner (Stand 1. Januar 2022).

## Geographie
Die Gemeinde Arâches-la-Frasse besteht aus den Orten La Frasse, Treydon, Balancy, Craytoral, Arâches und Laÿ; außerdem gehören die Wintersportorte Les Carroz und Flaine zur Gemeinde. Sie liegt im Tal der Arve östlich von Cluses auf einer Höhe zwischen 560 m und 2466 m.
Die Nachbargemeinden sind Saint-Sigismond, Morillon, Sixt-Fer-à-Cheval, Magland und Cluses.

## Geschichte
Im Jahr 1973 haben sich die damals selbständigen Gemeinden Arâches und de La Frasse zusammengeschlossen, seit 2000 trägt die Gemeinde, die zunächst nur Arâches hieß, den Doppelnamen.

## Bevölkerungsentwicklung
| Einwohner                  | 587 | 658 | 769 | 971 | 1383 | 1695 | 1812 |
| Quellen: Cassini und INSEE |     |     |     |     |      |      |      |